# عدد ممركز مسدسي
عدد ممركز مسدسي هو عدد ممركز مضلع يمثل شكل مسدس (هندسة) له نقطة مركزية والنقاط الأخرى تتوزع على طبقات حولها مشكلة شكل مضلع مسدس الأضلاع.
| 1 |  | 7                         |  | 19                                                                        |  | 37 |
| - |  | ------------------------- |  | ------------------------------------------------------------------------- |  | --- |
| * |  | * · * · * · * · * · * · * |  | * · * · * · * · * · * · * · * · * · * · * · * · * · * · * · * · * · * · * |  | * · * · * · * · * · * · * · * · * · * · * · * · * · * · * · * · * · * · * · * · * · * · * · * · * · * · * · * · * · * · * · * · * · * · * · * · * |

تعطى صيغة العدد الممركز المسدس المقابل للعدد n بالعلاقة:
{\displaystyle 1+3n(n-1).\,}
وبالتعبير عن الصيغة بالشكل:
{\displaystyle 1+6\left({1 \over 2}n(n-1)\right)}
يتضح أن العدد الممركز المسدس للعدد n يزيد بـ 1 عن 6 مرات العدد (n−1) للعدد المثلثي.
تعطى الأعداد الأولى من سلسلة الأعداد الممركزة المسدسة كالتالي:
1 - 7 - 19 -37 - 61 - 91 - 127 - 271 - 331 - 397 - 469 - 547 - 631 - 721 - 817 - 919 - ...